# Hillsboro (Misisipi)
Hillsboro es un lugar designado por el censo ubicado en el condado de Scott en el estado estadounidense de Misisipi. En el año 2010 tenía una población de 1,130 habitantes.

## Geografía
Hillsboro se encuentra ubicado en las coordenadas 32°27′0.23″N 89°29′1.15″O / 32.4500639, -89.4836528.